# Claude de Brosse
Claudius de Brosse(s) (auch: Claude de Brose oder „Debroße“, * 1666; † 8. Juli 1750 in Den Haag) war kursächsischer General der Kavallerie, Bevollmächtigter Minister und Gesandter bei der Generalstaaten in Haag sowie Ritter des kursächsischen St.-Heinrichs-Orden.
Er stammt aus Frankreich. Seine Eltern waren wegen ihrer Reformierten Religion geflohen und sind in sächsische Dienste gekommen. Während des Großen Nordischer Krieges war der Oberst de Brosse Geschäftsträger in Kopenhagen. Als der schwedische König im Jahr 1712 Mecklenburg bedrohte wurde Claudius de Brosse an den dänischen Hof geschickt, damit dieser Truppen schicken solle.
Die ersten gesicherten Nachrichten über Brosse sind am 28. November 1714 seine Beförderung zum Generalmajor und Souslieutenant der Chevaliergarde. Im Jahr 1715 kam er dann als Gesandter nach Haag, dort blieb er wenigstens  bis 1735. Er war bei seiner Umgebung gut angesehen. In dieser Zeit wurde er am 31. Juli 1727 zum Generalleutnant ernannt.
1737 erhielt er den St.--Heinrichs-Orden und am 26. Oktober 1742 die Ernennung zum General der Kavallerie. Er starb am 8. Juli 1750 in Haag und wurde im Chor der großen Kirche beigesetzt.